# Klasztor Limburg
Klasztor Limburg - dawny klasztor zbudowany w stylu romańskim prawdopodobnie w IX wieku w pobliżu miasta Bad Dürkheim na obrzeżu Lasu Palatynackiego. Wcześniej znany jako opactwo "Pod Świętym Krzyżem" niem. "Zum heilgen Kreuz"